# Veronica Micle

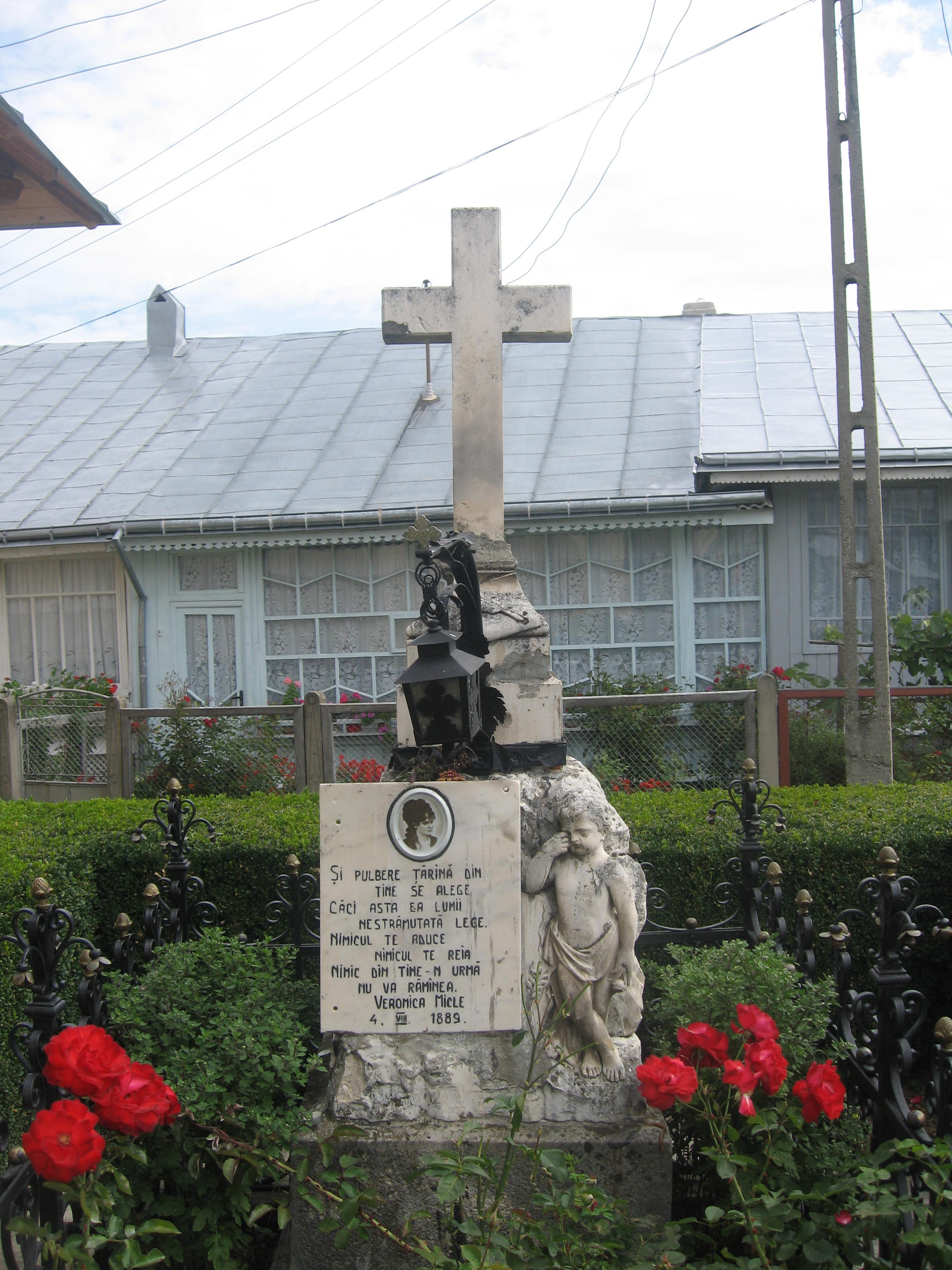
Nagrobek Veroniki Micle

Veronica Micle, urodzona jako Ana Cîmpeanu (ur. 22 kwietnia 1850 w Năsăud, zm. 3 sierpnia 1889 w monasterze Văratec) – rumuńska poetka, ukochana i muza poety Mihaia Eminescu.

## Życiorys
Była drugim dzieckiem szewca Ilie Cîmpeanu i jego żony Any, urodziła się jako pogrobowiec. Początkowo otrzymała imię po matce. Pierwsze trzy lata życia przeżyła razem z nią w Târgu Neamț, następnie Ana Cîmpeanu przeniosła się razem z dziećmi do Jass, gdzie przyszła poetka ukończyła w 1863 Centralną Szkołę dla Dziewcząt. Podczas nauki zaczęła posługiwać się imieniem Veronica.
Jako czternastoletnia dziewczyna wyszła za mąż za profesora Uniwersytetu w Jassach Ștefana Miclego. Razem z mężem żyła w Wiedniu, gdzie prowadziła salon literacki. Według niektórych źródeł właśnie wtedy poznała Mihaia Eminescu, który tam studiował i był już aktywny jako poeta. Romans Micle i Eminescu rozpoczął się ok. dziesięć miesięcy przed śmiercią męża artystki w 1879. Veronica Micle została muzą popularnego już wtedy poety, który zgodnie z romantycznym kanonem pisał dla niej wiersze i publicznie obdarowywał ją kwiatami. Ich związek okazał się jednak trudny, także dlatego, że oboje mieszkali w różnych miastach (Eminescu w 1872 wyjechał z Wiednia do Berlina) i rzadko się widywali.
W 1879 Ștefan Micle zmarł, pozostawiając wdowę w trudnej sytuacji finansowej. Micle i Eminescu rozważali ślub, ostatecznie jednak do niego nie doszło. Prawdopodobną przyczyną tego faktu była zazdrość poety o licznych adoratorów ukochanej, jego obawa, że nie będzie w stanie utrzymać żony i jej dwóch córek oraz niechęć Eminescu do zakładania rodziny, pragnienie, by związek z Micle pozostał idealną, romantyczną relacją.
W 1883 Micle i Eminescu zerwali ze sobą. Cztery miesiące po wysłaniu do dawnej muzy ostatniego listu, poeta przeżył załamanie nerwowe i pierwszy raz trafił na leczenie psychiatryczne. Micle w 1887 przybyła do Bukaresztu, gdzie zamieszkała z Eminescu, starając się go wspierać w chorobie. Dwa lata później poeta zmarł w niejasnych okolicznościach w szpitalu psychiatrycznym. Micle zamieszkała wówczas w monasterze Văratec. Przygotowała tam do publikacji tom wierszy, Dragoste și Poezie, w którym zawarła swoje wiersze o miłości oraz utwory Eminescu o tej tematyce, które zostały jej zadedykowane. W sierpniu 1889 popełniła samobójstwo. Została pochowana na terenie monasteru, w pobliżu cerkwi Narodzenia św. Jana Chrzciciela.
Miała dwie córki: Virginię, która podobnie jak matka została poetką i Valerię, śpiewaczkę operową.

## Upamiętnienie
Część korespondencji między Veronicą Micle i Mihaiem Eminescu została opublikowana w 2000. Wydano wówczas 93 prywatne listy poety i 15 odpowiedzi poetki, upublicznione przez jej prawnuczkę Annę Marię Grigorcea-Messeri.
W 2021 r. w Kiszyniowie na skwerze Eminescu odsłonięto pomnik Veroniki Micle autorstwa rzeźbiarza Wiaczesława Żyglickiego. Przedstawia on poetkę siedzącą na ławce, niedaleko figury Eminescu.

## Twórczość
Veronica Micle zadebiutowała jako poetka w 1872 na łamach pisma "Noul curier român", posługując się pseudonimem Corina. Jej teksty utrzymane były w duchu romantycznym. Wiersze Micle ukazywały się również na łamach pism "Columna Lui Traian" i "Convorbiri literare". Od 1879 współpracowała z pismami "Familia",  "Revista nouă" oraz "Revista literară". Opublikowała trzy tomy poezji: Rendez-vous (1872), Plimbarea de mai în Iași (1872) i Poezii (1887). Pośmiertnie wydane zostały jeszcze tomy Poezii (1909) oraz Dragoste și Poezie.